# Kazys Bradūnas

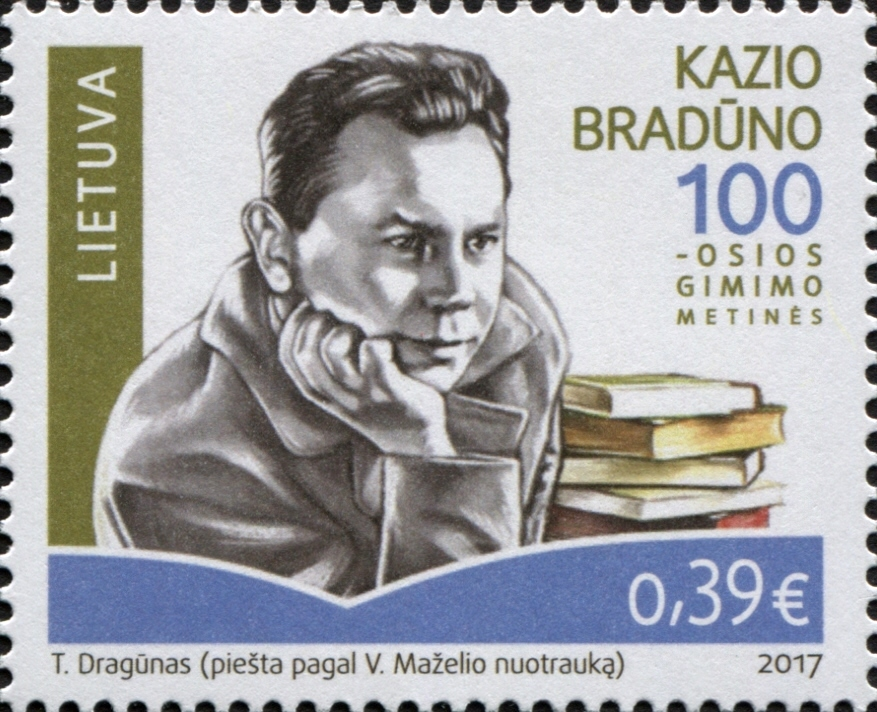
Kazys Bradūnas

Kazys Bradūnas (* 11. Februar 1917 in Kiršai, Rajongemeinde Vilkaviškis; † 9. Februar 2009 in Vilnius) war ein litauischer Dichter.

## Leben
Bradūnas stammte aus demselben Dorf wie die Dichterin Salomėja Nėris (1904–1945). Er besuchte das Gymnasium in Vilkaviškis. Nach dem Abitur studierte er seit 1937 litauische Sprache und Literatur an der Vytauto Didžiojo universitetas in Kaunas und später in Vilnius. Vor dem Ende des Zweiten Weltkriegs emigrierte er in den Westen. Zuerst lebte er in München, wo er in der Redaktion der „Aidai“ war, und seit 1949 in den USA, in Baltimore und Chicago. Bradūnas war Redakteur von „Lietuvių literatūra svetur“ und der Zeitungen „Draugas“ und „Literatūros lankai“ sowie der Herausgeber der Anthologie „Žemė“.
Er wurde 1992 mit dem Nationalen Kultur- und Kunstpreis in Litauen ausgezeichnet. Seit 1994 war er Mitglied des litauischen Schriftstellervereins (Lietuvos rašytojų sąjunga). 2002 erreichte er den 1. Platz im Wettbewerb „Poezijos pavasaris“.

## Werke
- „Vilniaus varpai“ (1943)
- „Pėdos arimuos“ (1944)
- „Svetimoji duona“ (1945)
- „Maras“ (1947)
- „Apeigos“ (1948)
- „Devynios baladės“ (1955)
- „Morenų ugnys“ (1958)
- „Sidabrinės kamanos“ (1964)
- „Sonatos ir fugos: Susitikimas su Čiurlioniu“ (1967)
- „Donelaičio kapas“ (1970)
- „Pokalbiai su karalium: anno domini 1323-1973“ (1973)
- „Alkana kelionė“ (1976)
- „Užeigoje prie Vilniaus vieškelio“ (1981)
- „Prierašai“ (1983)
- „Dux Magnus“ (1984)
- „Krikšto vanduo Joninių naktį“ (1987)
- „Įaugom Nemuno upyne“ (1990)
- „Prie vieno stalo“ (1990)
- „Duona ir druska“ (1992)
- „Lietuviškoji trilogija“ (1994)
- „Iš grumsto ir iš dvasios“ (1994)
- „Apie žemę ir dangų“ (1997)
- „Sutelktinė“ (2001).